# Соня садова (срібна монета)
«Со́ня садо́ва» — срібна пам'ятна монета номіналом десять гривень, випущена Національним банком України. Присвячена одному з 4х видів гризунів родини вовчкових у фауні України, який зрідка трапляється у хвойно-широколистяних лісах Полісся і Лісостепу (Рівненська, Київська та Черкаська області). Садова соня активна з настанням сутінок і вночі. На зиму впадає у сплячку до квітня. Гнізда робить переважно у дуплах і серед коріння. Живиться насінням дерев, фруктами, молюсками, комахами, яйцями та пташенятами, дрібними гризунами. З 1900 по 1980 роки на території України виявлено тільки 8 особин. Занесено до Червоної книги України.
Монету було введено в обіг 15 грудня 1999 року. Вона належить до серії «Флора і фауна».

## Опис монети та характеристики
| Номінал грн. | Метал            | Маса, грам   | Діаметр, мм. | Якість виготовлення | Гурт     | Тираж, штук |
| ------------ | ---------------- | ------------ | ------------ | ------------------- | -------- | ----------- |
| 10           | срібло 925 проби | 31,1 / 33,62 | 38,61        | пруф                | рифлений | 5 000       |

### Аверс

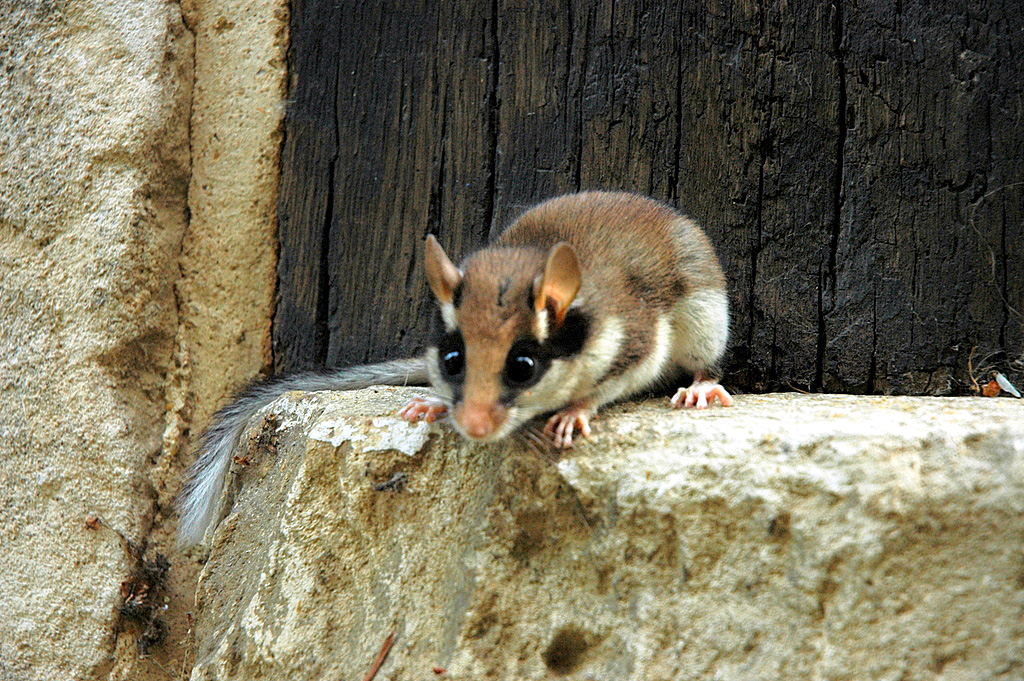
Жолудниця європейська (Eliomys quercinus) — найрідкісніший вид у складі фауни України. Саме його зображено на монеті під російською назвою "соня садова".

На аверсі монети в обрамленні вінка, утвореного із зображень окремих видів флори і фауни, розміщено малий Державний Герб України і написи у чотири рядки: на монеті із срібла — «УКРАЇНА», «10», «ГРИВЕНЬ», «1999».

### Реверс
На реверсі монети зображено садову соню на малиновій гілочці, навколо — написи: «СОНЯ САДОВА» та «ELIOMYS QUERCINUS».

## Автори
- Художник — Дем'яненко Володимир.
- Скульптор — Дем'яненко Володимир.

## Вартість монети
Ціна монети — 575 гривень була вказана на сайті НБУ в 2013 році.
Фактична приблизна вартість монети з роками змінювалася так:
| Рік        | 2010  | 2011  | 2012  | 2013  | 2014 | 2015  | 2016  | 2017  | 2018  | 2019  | 2020  | 2021  | 2022  | 2023  | 2024  | 2025  |
| ---------- | ----- | ----- | ----- | ----- | ---- | ----- | ----- | ----- | ----- | ----- | ----- | ----- | ----- | ----- | ----- | ----- |
| Ціна, грн. | 1 000 | 1 000 | 1 000 | 1 000 | 780  | 1 000 | 1 550 | 1 400 | 1 200 | 1 250 | 1 250 | 1 650 | 1 800 | 2 600 | 5 600 | 5 600 |